# حسن مشيمع
حسن مشيمع (1948 - ) هو مدرس لغة إنجليزية بحريني أحيل إلى التقاعد بعد اعتقاله لنشاطه السياسي في أحداث البحرين بمنتصف التسعينات، فتحول لاحقا - بعد إطلاق سراحه - إلى أحد أبرز قادة المعارضة الشيعية في البحرين وكان ممن رفعوا المطالب لوضع بلادهم تحت الوصاية الدولية لمجلس الأمن.

## بداية ظهوره
بدأ ظهوره على الساحة من قبل أنتفاضة تسعينيات القرن العشرين فقد كان قائدا وناشطاً في الأعمال الدينية والسياسية في البحرين، ومن أبرز قيادات المعارضة مع عبد الأمير الجمري و عبد الوهاب حسين وآخرون والتي اشتعلت شرارتها في ديسمبر من سنة 1994 م.

## اعتقاله

### المرة الأولى
اعتقل خلال انتفاضة 1994 مرتين كانت الأولى في مارس 1995 حتى تم الإفراج عنه في سبتمبر من نفس العام بعد مبادرة حوار مع السلطة.

### المرة الثانية
أعيد اعتقاله في يناير 1996 بعد فشل الحوار وأفرج عنه في فبراير 2001 قبيل التوقيع على ميثاق العمل الوطني الذي ساهم في حث الناس على التوقيع عليه بعد وعود من ملك البحرين بتحقيق مطالب المعارضة.

### المرة الثالثة
أعيد اعتقاله مرة أخرى في فبراير 2007 لمدة يوم واحد وافرج عنه. 

### المرة الرابعة
ليعتقل بعدها في يوم 26 يناير 2009 بتهمة الترويج لكراهية النظام الحاكم والتورط في محاولة انقلاب على الحكومة وذلك من خلال نشاطه السياسي المعارض الذي طالب فيه بحياة ديمقراطية حرة. وأطلق سراحه في أبريل 2009 مع الشيخ محمد حبيب المقداد.وذلك بعد توتر أمني شديد أصاب البلاد شهدت خلالها مظاهرات واحتجاجات شبه يومية وغالباً ما كانت تنتهي بمصادمات عنيفة مع قوات الأمن، كما تحركت عدة منظمات حقوقية وعالمية من اجل الإفراج عنه وعن بقية المعتقلين السياسيين وشكلت ضغطاً خارجياً على الحكومة.

### المرة الخامسة
أعيد اعتقاله مع أغلب أصحاب قيادات الجمعيات السياسية المعارضة لنظام الحكم في البحرين بحجة التآمر لإطاحة العائلة الحاكمة، والتي بدأت مع احتجاجات في البلد بتاريخ 14 فبراير 2011.

## تأسيسه لحركة حق
أسس حركة حق في سنة 2005 بعد خروجه من اعتقاله الثالث مع مجموعة من رفاقه من جمعية الوفاق الوطني الإسلامية التي كان يشغل منصب نائب رئيسها من سنة 2001 وحتى خروجه منها بسبب اتجاهها للتسجيل في قانون الجمعيات والذي رآه حسن مشيمع ونظيرون له في المعارضة تقييداً لعملهم فقاطعت حركته الجديدة الانتخابات البرلمانية في نوفمبر من سنة 2006 لعدم وجود جدوى من المشاركة في برلمان ترى فيه بأنه لا يمتلك أي صلاحيات أولاً وثانياً ستعد مشاركتها فيه قبولاً بتراجعات الملك عن الوعود التي وقعها بخط يده بضمان الحقوق الديمقراطية.

## عودته إلى البحرين
حوكم مشيمع غيابيا في العام 2010 م ضمن 25 شخصا بتهمة محاولة الإطاحة بنظام الحكم، ولكن بعد اندلاع الاحتجاجات البحرينية 2011 استفاد من عفو ملكي شمل عددا كبيرا من المعتقلين السياسيين ليعود إلى البحرين يوم السبت 26/2/2011 م.